# Мамуты
Мамуты — деревня в Велижском районе Смоленской области России. Входит в состав Будницкого сельского поселения. Население — 1 житель (2007).
Расположена в северо-западной части области в 13 км к юго-западу от Велижа, в 10 км южнее автодороги Р133 Смоленск — Невель. В 76 км южнее деревни расположена железнодорожная станция Рудня на линии Смоленск — Витебск.

## История
Во время Великой Отечественной войны деревня была оккупирована немецкими войсками в июле 1941 года, освобождена в сентябре 1943 года.